# Парчум
Парчум — посёлок в Чунском районе Иркутской области России. Входит в состав Каменского сельского поселения. Находится примерно в 39 км к западу от районного центра.

## Население
По данным Всероссийской переписи, в 2010 году в посёлке проживало 725 человек (341 мужчина и 384 женщины).